# СибНИИНП
СибНИИНП (Сибирский научно-исследовательский институт нефтяной промышленности) — организация, выполняющая научное сопровождение работ в области геологии и разработки нефтяных месторождений. Деятельность института включает подсчет запасов по нефтяному или газовому месторождению, исследование физико-химических свойств флюидов, газа, керна, составление проектов разработки месторождения, разработку проектов строительства скважин, разработку требований к оборудованию по подготовке нефти и газа, авторский надзор.
Институт расположен в лабораторно-производственных зданиях общей площадью 24500 м². В фонде научно-технической библиотеки СибНИИНП — более 100 000 единиц хранения.
Создан в 1975 году, на базе подразделений Гипротюменнефтегаза и до 1992 года являлся его технологической структурой.

## История
Формирование основных структур института началось в 60-е годы XX века в виде научного подразделения известного института «Гипротюменнефтегаз», который обеспечивал научное сопровождение всех работ в области геологии и разработки нефтяных месторождений Тюменской области. В 1975 г. на базе этих научных отделов был создан институт «СибНИИНП». Основной его задачей была комплексное решение всех проблем нефтяной промышленности Западной Сибири. Для более оперативного решения производственных проблем в составе «СибНИИНП» были созданы комплексные научные отделы в городах Нягань, Ноябрьск, Нижневартовск, Сургут, Томск.
До 90-х годов по приказу Миннефтепрома СССР и Главтюменнефтегаза институт был головным по Западной Сибири. Численность института того периода составляла более 1,5 тыс. чел. Вступление института в рыночные отношения, а также создание рядом нефтяных компаний на базе подразделений института собственных научных организаций, привело к сокращению численности ОАО «СибНИИНП» до 500 чел.
Находится в стадии ликвидации с 04 декабря 2017 года.